# Lois Moran

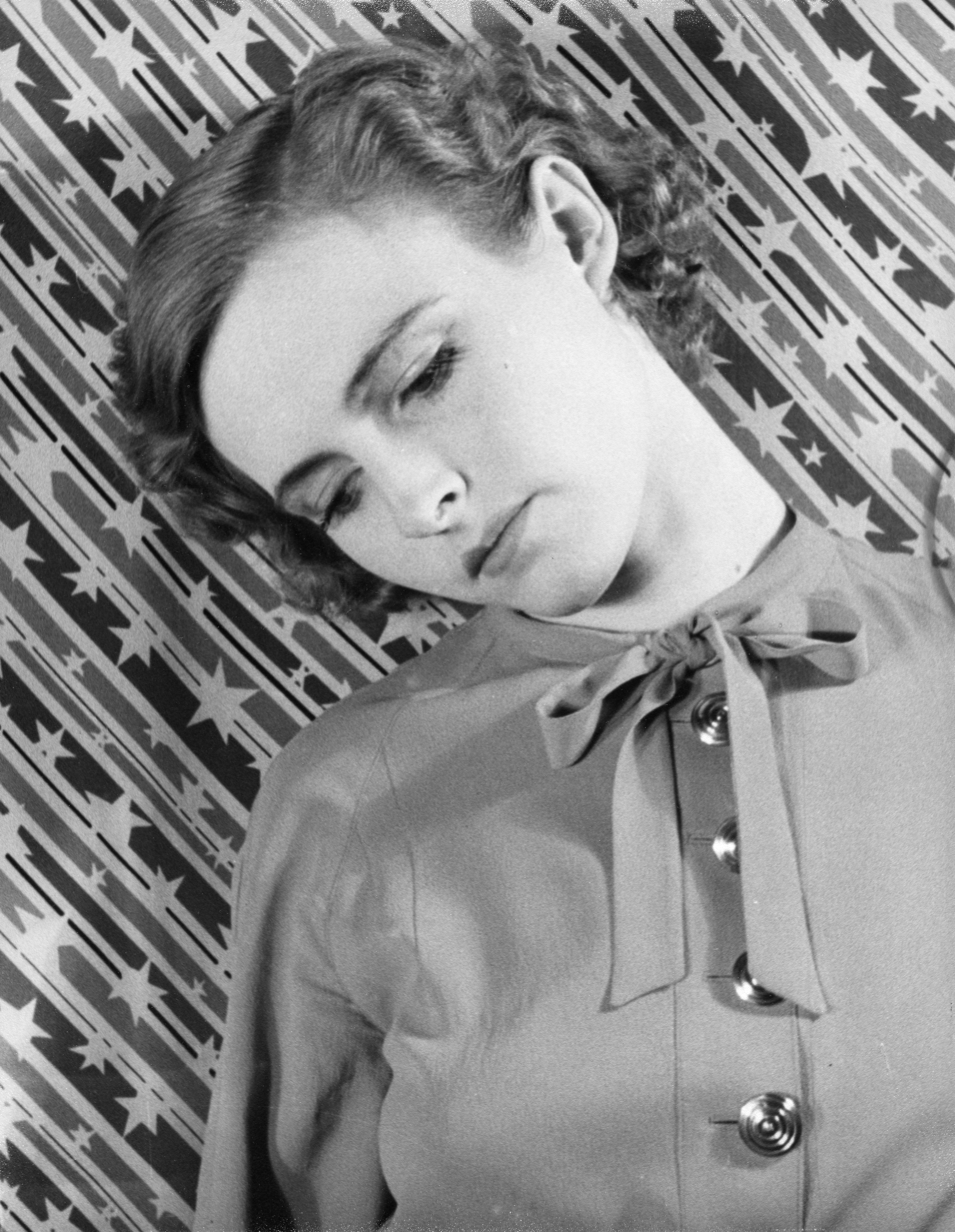
Lois Moran (Foto von Carl Van Vechten, 1932)

Lois Moran (eigentlich Lois Darlington Dowling; * 1. März 1909 in Pittsburgh, Pennsylvania; † 13. Juli 1990 in Sedona, Arizona) war eine US-amerikanische Bühnen- und Filmschauspielerin.

## Leben
Lois Moran wurde als einziges Kind von Roger und Gladys Evans Dowling geboren. Ihr Vater starb bei einem Autounfall, als sie ein Jahr alt war. Ihre Mutter heiratete daraufhin Dr. Timothy Moran, von dem Lois Moran ihren späteren Künstlernamen ableitete. Als Lois neun Jahre alt war, starb ihr Stiefvater, den sie neben ihrer Mutter als wichtigsten Menschen in ihrem Leben ansah, an einer Influenza-Erkrankung.
Lois Moran wuchs bis 1921 in Pennsylvania auf, ehe sie mit ihrer Mutter nach Paris auswanderte. Mit dreizehn Jahren erhielt sie ihre ersten kleinen Auftritte als Sängerin und Tänzerin an der Pariser Oper, mit vierzehn folgten erste Filmrollen in französischen Produktionen. So war Moran 1925 in einer tragenden Rolle im Drama Die zwei Leben des Mathias Pascal zu sehen. Nach ihrer Rückkehr in die Vereinigten Staaten erlangte sie im selben Jahr durch die Rolle der Laurel in Das Opfer der Stella Dallas größere Bekanntheit.
In den folgenden Jahren war Lois Moran als Hauptdarstellerin in zahlreichen Stummfilmen zu sehen. Doch wie vielen anderen Darstellern gelang auch ihr kein erfolgreicher Übergang vom Stumm- zum Tonfilm. Nach einigen Tonfilmen beendete Moran 1932 ihre Filmkarriere mit nur 23 Jahren und widmete sich fortan dem Theater. Unter anderem trat sie am Broadway in Musicals wie Of Thee I Sing auf. 1974 kehrte Moran ein letztes Mal auf die Kinoleinwand zurück: In Wim Wenders Alice in den Städten war sie in einer kleinen Rolle als Flughafenangestellte zu sehen.
1927 hatte Moran eine kurzlebige Beziehung mit dem Schriftsteller F. Scott Fitzgerald, der den Charakter der Rosemary Hoyt in seinem Roman Zärtlich ist die Nacht an sie angelehnt haben soll. 1935 heiratete Moran den damaligen stellvertretenden Handelsminister Clarence M. Young, mit dem sie einen gemeinsamen Sohn hatte. Die Ehe dauerte bis zu Youngs Tod im Jahr 1973 an.
Lois Moran starb am 13. Juli 1990 in einem Pflegeheim in Sedona an den Folgen einer Krebserkrankung. Sie wurde 81 Jahre alt. Moran besitzt keine Grabstätte, ihre Asche wurde im Red Rock Country in Arizona verstreut.

## Filmografie (Auswahl)
- 1925: Die zwei Leben des Mathias Pascal (Feu Mathias Pascal)
- 1925: Das Opfer der Stella Dallas (Stella Dallas)
- 1926: Just Suppose
- 1926: Der Schrecken von Singapore (The Road to Mandalay)
- 1926: Padlocked
- 1926: Prince of Tempters
- 1926: God Gave Me Twenty Cents
- 1927: The Whirlwind of Youth
- 1927: The Music Master
- 1927: Publicity Madness
- 1928: Don’t Marry
- 1928: Love Hungry
- 1928: Blindfold
- 1929: Joy Street
- 1929: Making the Grade
- 1929: Etappe 1918 (True Heaven)
- 1929: Behind That Curtain
- 1929: Words and Music
- 1930: Die Drei von der Feuerwache (Soup to Nuts)
- 1930: The Dancers
- 1930: Not Damaged
- 1930: Under Suspicion
- 1930: Mammy
- 1931: Men in Her Life
- 1931: The Spider
- 1931: West of Broadway